# Усть-Вишера
Усть-Вишера — деревня в составе Соликамского городского округа в Пермском крае.

## Географическое положение
Деревня расположена на правом берегу Камы напротив устья реки Вишеры примерно в 23 километрах по прямой линии на северо-запад от Соликамска.

## Климат
Климат умеренно континентальный с холодной зимой, продолжительностью около 5 месяцев, и тёплым коротким летом. Среднегодовая температура воздуха −2,2 °C. Среднемесячная самого холодного месяца (января) −15,7 °C, самый тёплый июль +17,4 °C. Общее число дней с положительной температурой — 190. Последний весенний заморозок в среднем наблюдается в конце мая, а первый осенний — в конце второй декады сентября. Продолжительность безморозного периода в среднем составляет 114 дней. Образование устойчивого снежного покрова происходит в среднем, в I декаде ноября, в отдельные годы во II декаде октября. Разрушение устойчивого снежного покрова отмечается, в среднем, во второй декаде апреля.

## История
До 2019 года деревня входила в Тюлькинское сельское поселение Соликамского района, а после его упразднения стала рядовым населённым пунктом Соликамского городского округа.

## Население
Постоянное население составляло 3 человек (100 % русские) в 2002 году, 9 человек в 2010 году.